# Se rinasco voglio essere Yoko Ono
Se rinasco voglio essere Yoko Ono è un libro scritto da Jacopo Ratini e pubblicato dalla casa editrice Edizioni Haiku nel 2012. Il libro è stato tradotto sia in lingua spagnola che francese.

## Contenuti
Racconti e poesie ricchi di suggestione, ispirati da visioni psichedeliche e incontri surreali. Temi, situazioni e personaggi variegati che si avviluppano fra loro. Così, trascorrendo una cena in compagnia di Michelle Pfeiffer o giocando una partita a poker contro Gesù Cristo e Charles Bukowski, imbattendosi in una curiosa sagra di nani o innamorandosi di una sfuggente ragazza dal corpo dipinto, scopriremo che in fondo lo Spirito Santo possiede le stesse fattezze di Bruce Springsteen e che ogni mito esiste soltanto per essere infranto. Quella che va in scena in questo libro è una corsa allucinogena: contro il mondo, contro il tempo, contro se stessi. Asfissiandosi della monotonia che ci imponiamo da soli. Ciò che sembra lasciarci è un unico, grande, straordinario desiderio, da dover gridare a gran voce all'universo: quello di rinascere ed essere Yōko Ono, per sapere cosa si prova a sottrarre John Lennon ai Beatles.

## Edizioni
- Jacopo Ratini, Se rinasco voglio essere Yoko Ono, 2012, Haiku, ISBN 9788898149018.